# Drogheda
Drogheda (Iers-Gaelisch: Droichead Átha, betekenis Brug van de doorwaadbare plaats) is een havenstad in de county Louth, in het noorden van Ierland. In 2006 telde de stad 35.090 inwoners, inclusief buitenwijken.
Drogheda ligt 56 kilometer ten noorden van Dublin en op enkele kilometers afstand van de Ierse Zee. De rivier Boyne stroomt door de stad. In deze omgeving bij de rivier Boyne vond de Slag aan de Boyne plaats tussen Jacobus II en Willem III op 12 juli 1690.

## Vervoer

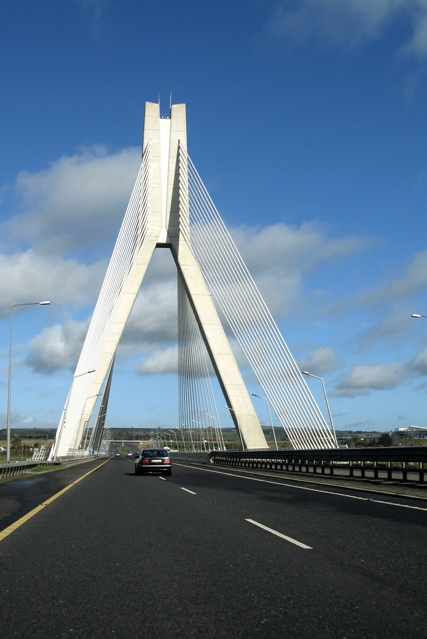
Brug over de Boyne

Drogheda ligt aan de spoorlijn Dublin - Belfast. Vanaf het station vertrekt ieder uur een trein in de richting Dublin, in de spits ieder kwartier. Naar het noorden rijdt ieder uur een trein naar Dundalk, om het uur rijdt die trein door naar Belfast.
De M1, de snelweg tussen Dublin en Belfast, loopt langs de westkant van de stad. De snelweg passeert de Boyne over de Boyne River Bridge.

## Geboren
- Eamonn Campbell (1946-2017), gitarist, zanger, Dubliner
- Pierce Brosnan (1953), filmacteur
- Kieran Halpin (1955-2020), gitarist en songwriter
- Gary Kelly (1974), voetballer
- Ian Harte (1977), voetballer
- Colin O'Donoghue (1981), acteur
- Keane Barry (2002), dartsspeler